# Morti nel 640
| Questa pagina contiene informazioni ricavate automaticamente dalle voci biografiche con l'ausilio del template Bio e di un bot. L'aggiornamento è periodico e automatico e ricostruisce completamente la pagina. Se manca una persona in questa lista, sei pregato di non aggiungerla, ma accertati piuttosto che la sua voce biografica contenga il template Bio e che i dati anagrafici siano correttamente compilati. Se il template Bio manca, inseriscilo tu stesso o, in alternativa, metti l'avviso {{tmp\|Bio}} che ne segnala la mancanza. Se i dati riportati sono sbagliati, correggi direttamente la voce biografica; le modifiche saranno visibili in questa lista entro pochi giorni. Per chiarimenti vedi il progetto biografie. La lista contiene solo le 11 persone che sono citate nell'enciclopedia e per le quali è stato implementato correttamente il template Bio. Pagina aggiornata al 18 mar 2025. |

- 20 gennaio - Eadbald del Kent, sovrano anglosassone
- 21 aprile - Beuno, abate gallese
- 17 giugno - Sant'Alena, nobildonna belga
- 4 luglio - Asterio di Milano, arcivescovo italiano
- 2 agosto - Papa Severino, papa e vescovo
- 31 agosto - Eanswida di Folkestone, badessa e santa inglese (n. 614)
- 23 ottobre - Romano di Rouen, arcivescovo franco
- Anund, re sueone
- Chintila, sovrano visigoto
- Tisilio, vescovo e abate gallese
- Mu'adh ibn Jabal (n. 602)